# Ophélie
Pour les articles homonymes, voir Ophélie (homonymie).

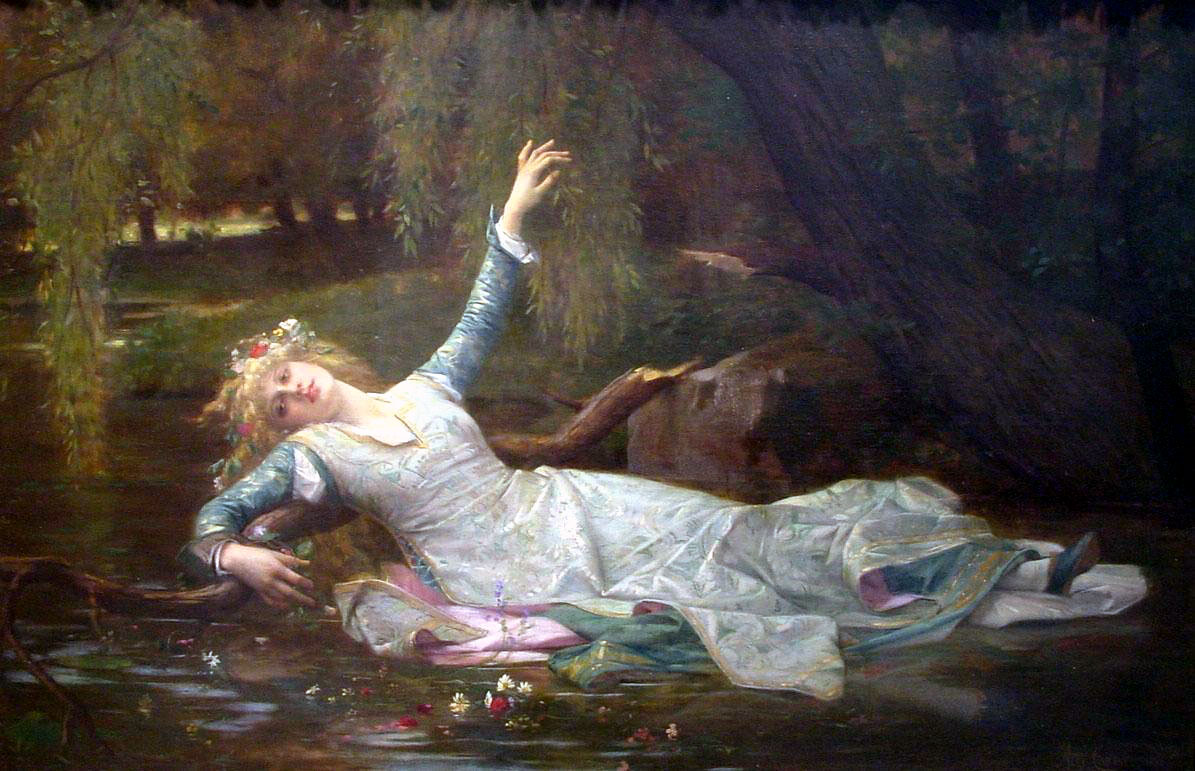
Ophélie par Alexandre Cabanel.

Ophélie (Ophelia dans la version originale) est un personnage de la tragédie Hamlet du dramaturge anglais William Shakespeare. Elle est une jeune noble du Danemark, fille de Polonius, sœur de Laërte et future épouse du prince Hamlet dont les actes la conduisent à la folie puis à la mort par noyade.

## Prénom
Contrairement aux autres noms de personnages du livre, le prénom Ophélie n'est pas danois. Il apparaît pour la première fois en 1504 dans le poème L'Arcadie de Jacopo Sannazaro (sous le nom de Ofelia), probablement dérivé du grec ancien ὠφέλεια (ōphéleia), qui signifie « aide ».

## Iconographie et inspiration artistique
Bien qu'Ophélie n'occupe qu'un rôle mineur dans Hamlet de Shakespeare, elle inspira fortement les artistes à partir du XIXe siècle. L'épisode le plus repris dans les représentations est celui de sa mort par noyade. Dans le drame shakespearien, ce dernier n'est pourtant qu'évoqué par la reine lors d'un dialogue avec Laërte :  
« La reine. — Un malheur marche sur les talons d'un autre, tant ils se suivent de près : votre sœur est noyée, Laerte. »
Si les œuvres de Shakespeare ont connu par le passé des représentations illustrées, les images se multiplient à partir des années 1820-1830. Durant la période romantique le personnage d'Ophélie intéresse pour sa tonalité tragique et est encore positionnée dans l'intrigue dans son ensemble. Par exemple, quand Eugène Delacroix la représente c'est dans un projet plus global d'illustrations.
Avec les préraphaélites, Ophélie s'autonomise. En 1851, John Everett Millais dépeint l'iconographie qui connaitra un franc succès par la suite. La jeune fille est représentée de manière idéalisée, en harmonie avec la nature qui l'environne. Est évincé l'aspect morbide du suicide au profit d'une représentation idéalisée qui appelle à la contemplation en reprenant les codes de représentation des « belles mortes ». Un dialogue se construit alors entre les artistes et les poètes. Lorsque Paul Steck présente son Ophélie à l'exposition de 1895, le catalogue est introduit par les vers Les Fleurs d'Ophélie écrits en 1891 par Laurent Tailhade.
Ces modes de représentation enferment Ophélie dans un idéal de la féminité, participent à diffuser des clichés autour de la femme idéale et enferment le personnage dans un rôle de femme-enfant dû à sa folie et sa passivité qui amoindrit l'impact de la mort.
D’autres artistes, peintres et poètes, s’inspirent de la grâce d’Ophélie pour représenter le dramatisme dépourvu de violence, comme l’indique le traducteur de théâtre, angliciste et spécialiste de Shakespeare, Jean-Michel Deprats, dans un numéro de la revue Ornicar ? « Y a-t-il traducteur plus précis et plus évocateur du lent enfoncement dans les eaux dormantes d’une Ophélie au corps statique constellé de fleurs que le peintre préraphaélite qui peignit l’inoubliable Mort d’Ophélie en 1852 (Tate Gallery, Londres), John Everett Millais ? (…) Le tableau inspirera « la blanche Ophélia » du Rimbaud des Illuminations. »
Au XXe siècle, des artistes telles qu'Yvonne Chevalier ou Louise Bourgeois s'attachent à se détourner de ces stéréotypes et invitent à dépasser le mythe d'Ophélie,.

Galerie d'illustrations
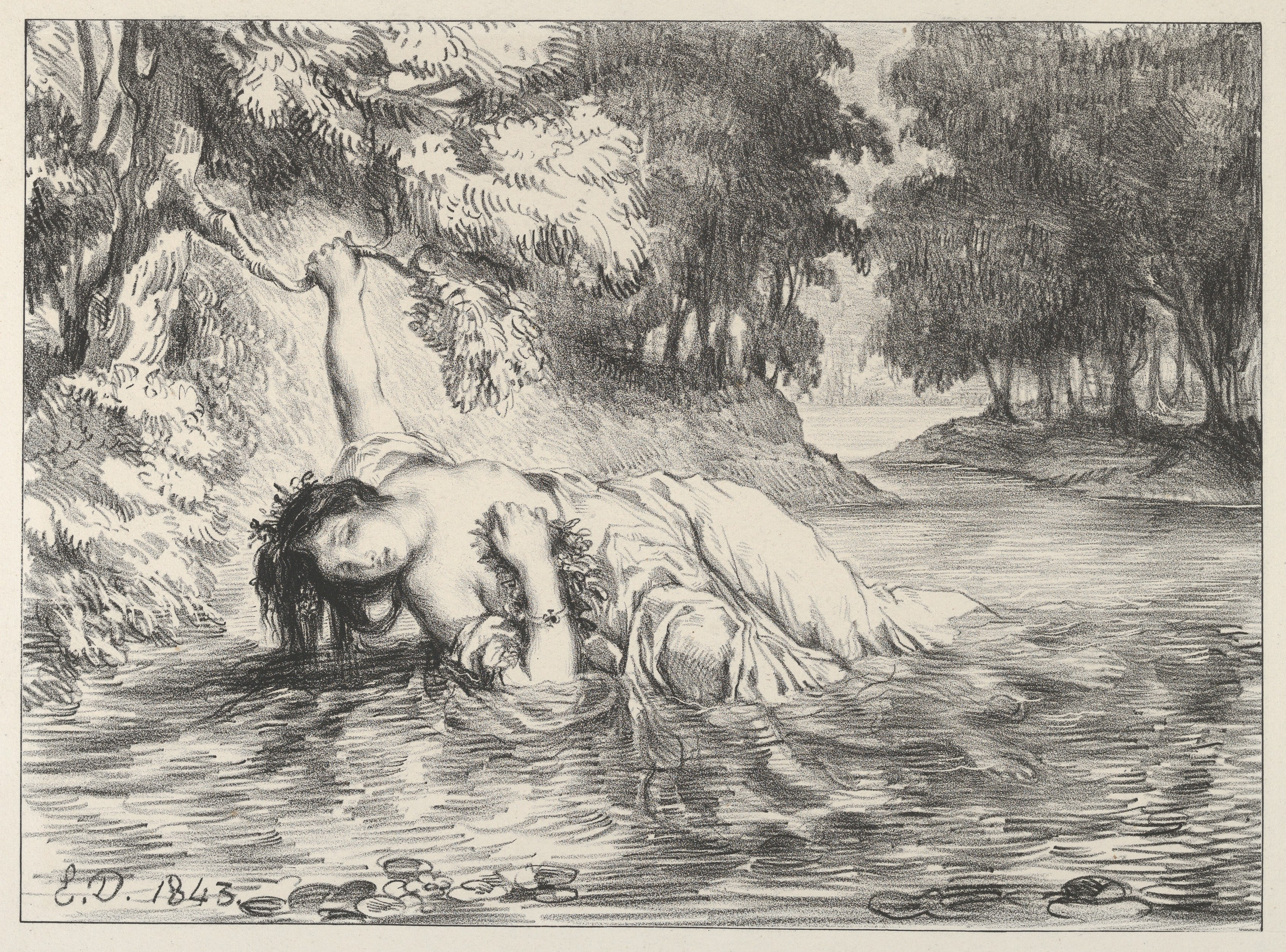
Eugène Delacroix, La Mort d'Ophélie, 1843, New-York, Metropolitan Museum of Art.
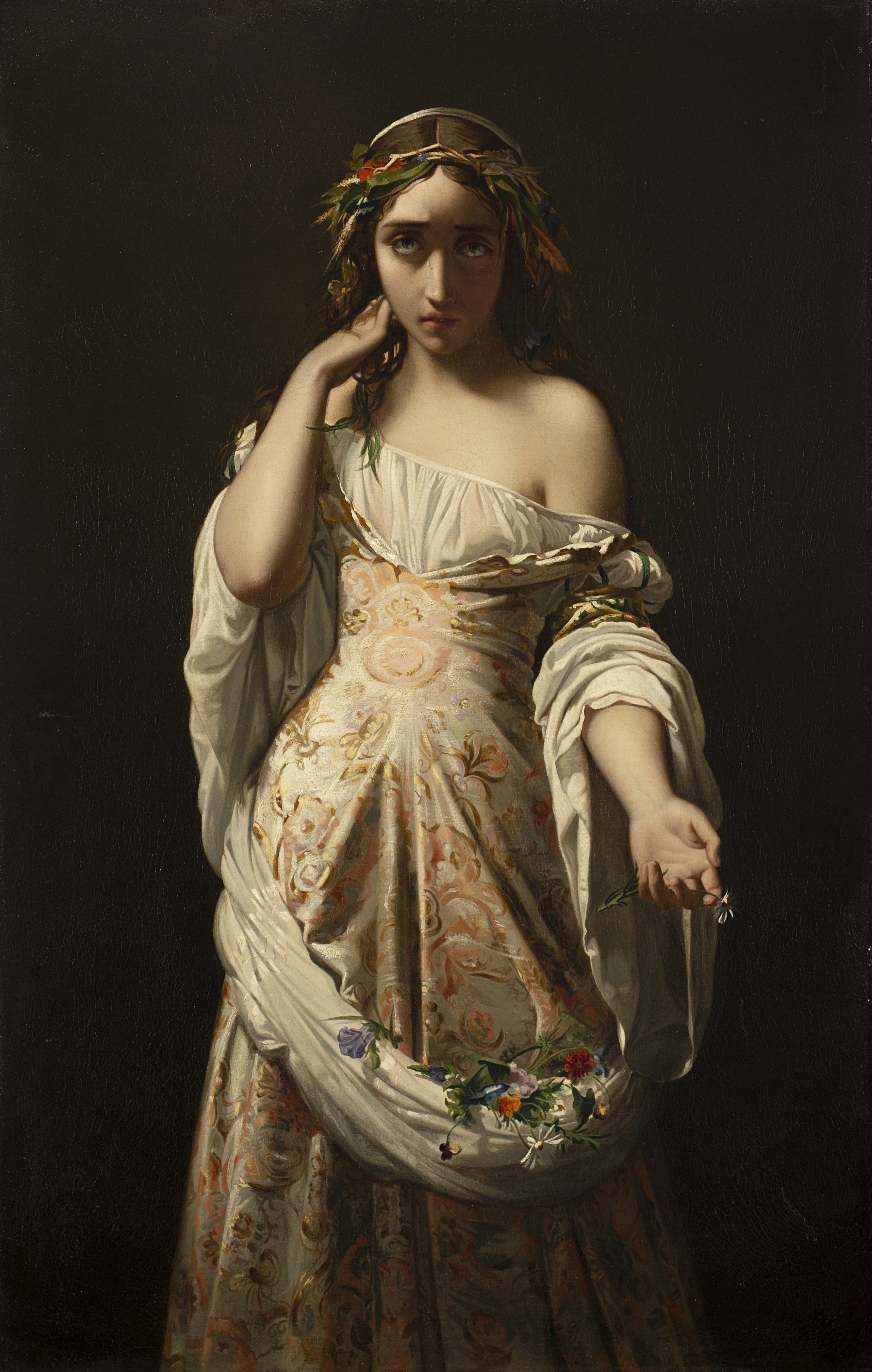
Henri Lehmann, Ophelia, 1847-1848, Collection particulière.
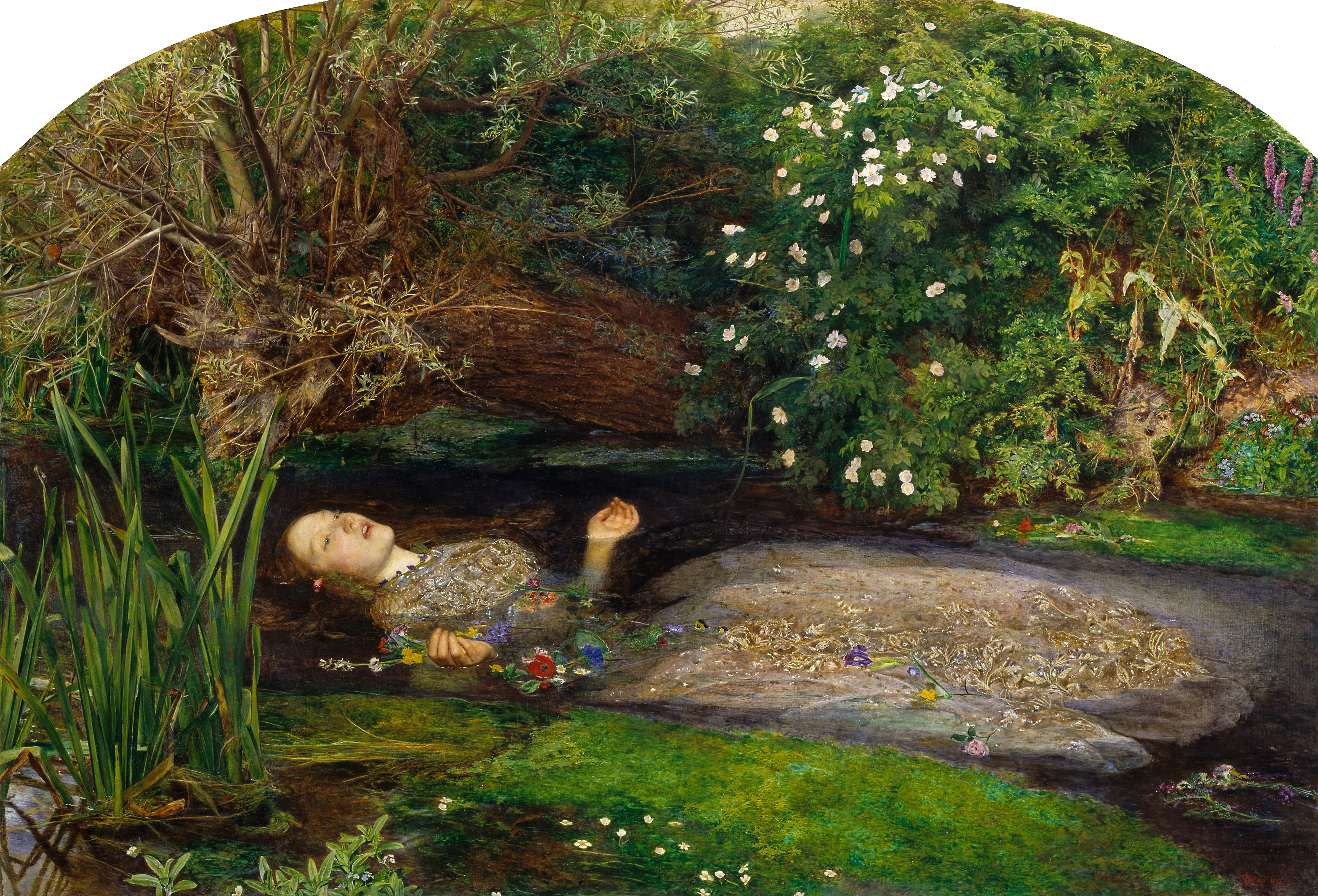
John Everett Millais, Ophelia, 1851-1852, Londres, Tate Britain.
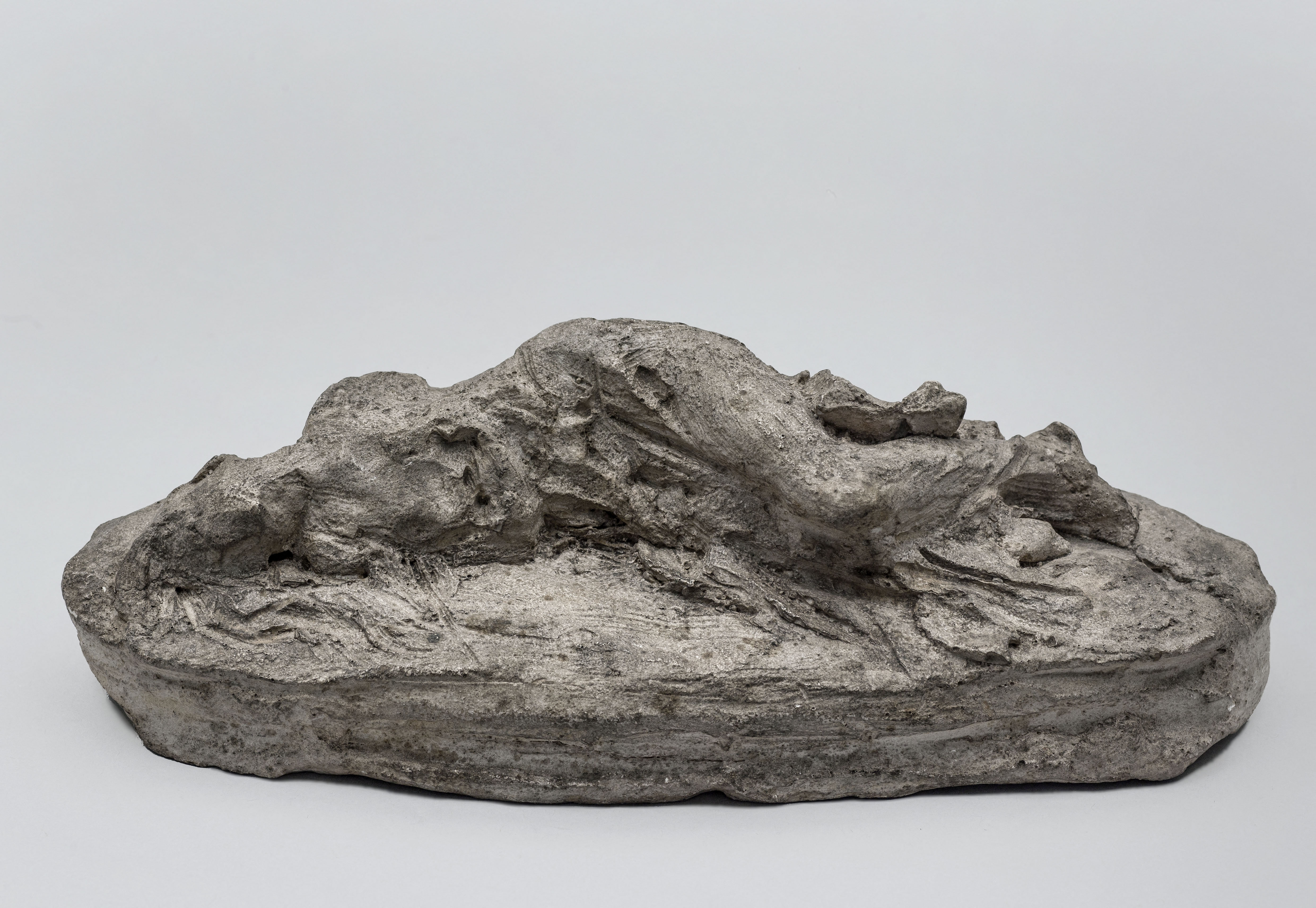
Jean-Baptiste Carpeaux, Ophélie morte, 1862, Paris, Petit Palais.

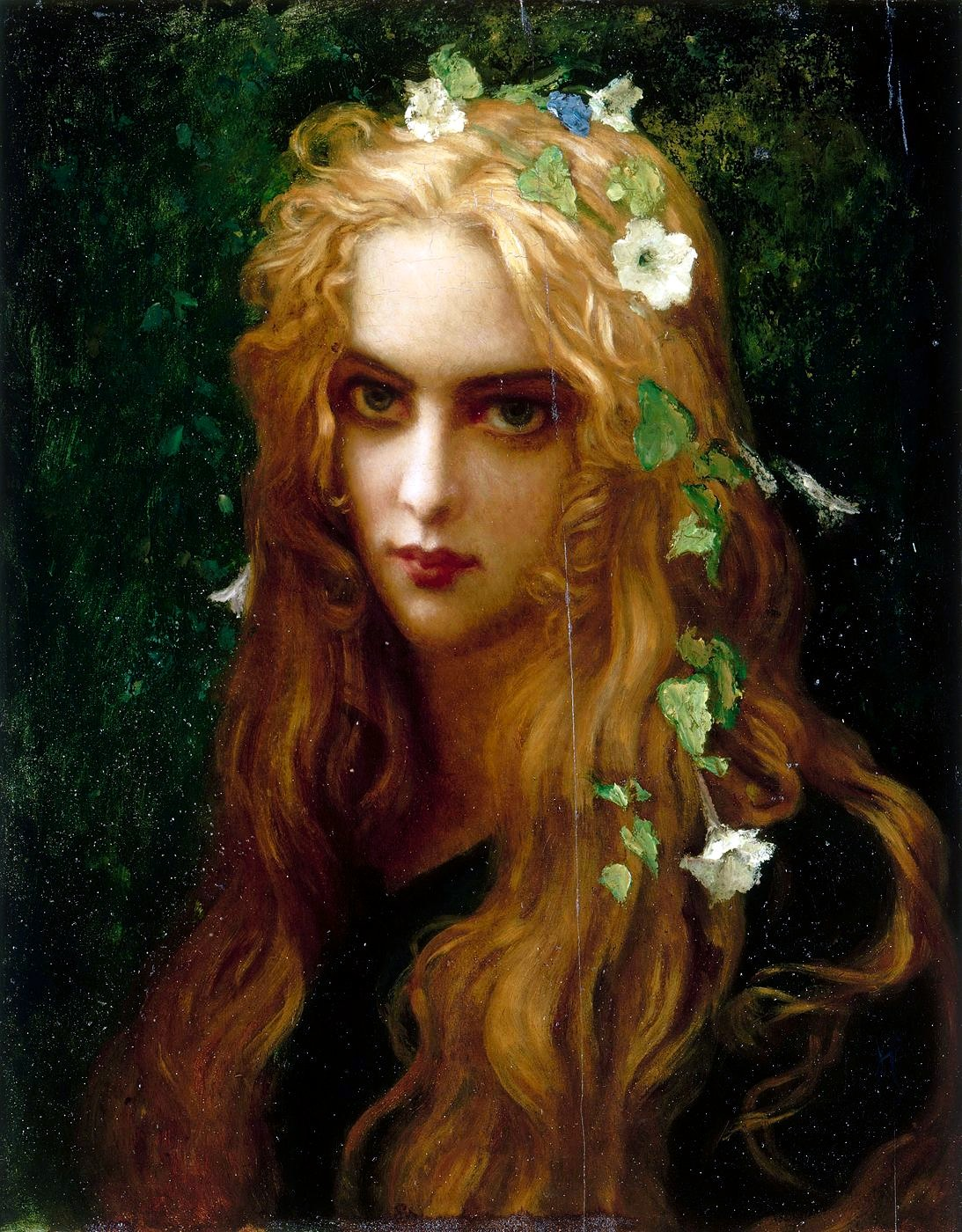
Ernest Hébert, Ophélie aux liserons, 1876, huile sur toile, Paris, Musée d'Orsay/Musée national Ernest Hébert
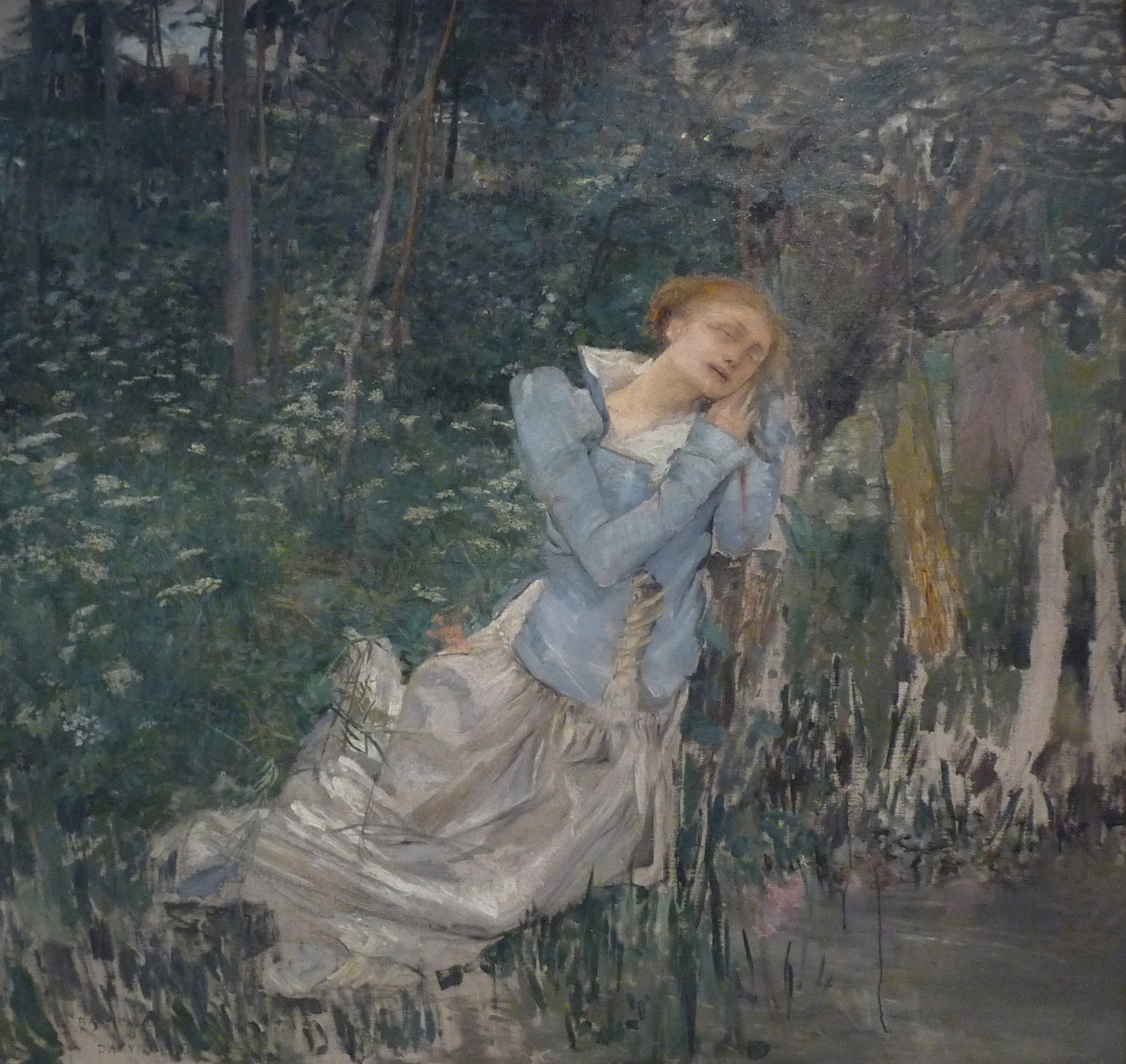
Jules Bastien-Lepage, Ophélie, 1881, Nancy, Musée des beaux-arts.
John William Waterhouse, Ophelia, 1894, Collection particulière.
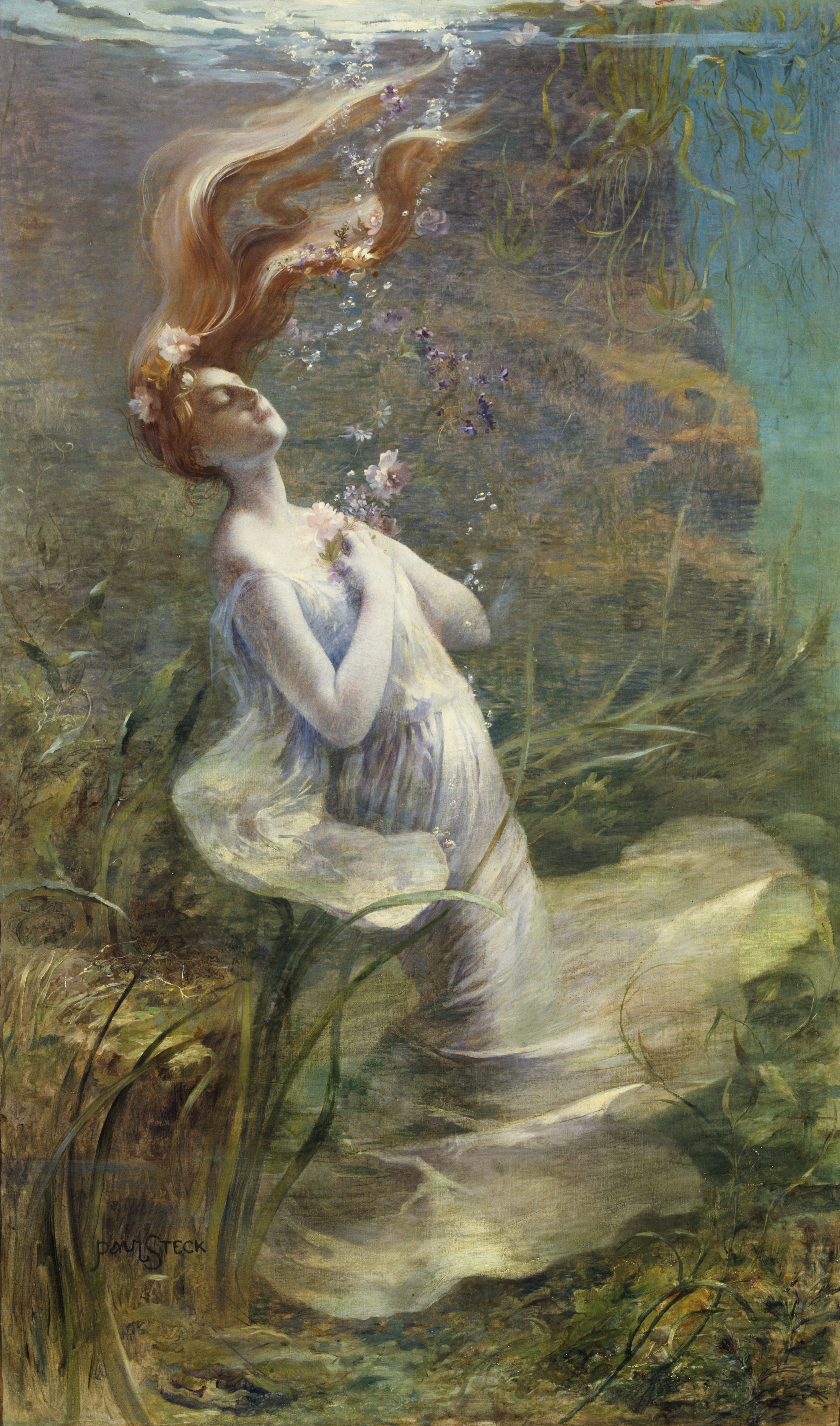
Paul Steck, Ophélie, 1894-1895, Paris, Petit Palais.

## Postérité
Ophélie apparaît souvent dans divers contextes culturels, notamment dans la littérature, la musique, le cinéma et la télévision.

### Dans la littérature
De nombreux poètes comme Georg Heym, D. H. Lawrence, Elinor Wylie, lui ont dédié un poème, faisant désormais d'elle un topos de la littérature. En France, Arthur Rimbaud, avec son poème Ophélie, écrit en 1870, évoque le personnage et crée « à son tour un texte fondateur dans la construction du mythe ».
D'autres auteurs y feront référence: Dostoïevski dans le livre I de Les Frères Karamazov ou T. S. Eliot dans son long poème The Waste Land. Elle fait partie des personnages qu'aborde Heinrich Heine dans son essai Shakespeare's Mädchen und Frauen.
Au Québec, Paul Bélanger, dans son recueil Déblais, publié en 2019 aux Éditions Le Noroît, utilise la figure d'Ophélie afin d'évoquer sa défunte compagne: "Ophélie dans sa lente descente
perd ses vêtements qui s'accrochent / aux herbes aux pierres sa peau / se distend et on ne distingue plus / dans l'enfoncement l'envers de l'endroit / sa face de bronze roussit les chemins qui conduisent à d'improbables lits / elle reste dans la fabrique des songes / l'étendue de l'entre-deux" (p. 28)
Dans Bruge-la-Morte (1892), Georges Rodenbach compare la défunte du protagoniste, Hugues, à Ophélie.

### Au théâtre
Au théâtre, parmi les nombreuses interprètes du personnage, se distinguent:
- Mary Saunderson (en), la première a incarner la rôle [14] (1661) ;
- Susannah Maria Cibber (en) (1735) ;
- Peg Woffington (1745) ;
- Mrs Lessingham (1772) ;
- Sarah Siddons (1786) ;
- Mary Glover (1826) ;
- Isabel Bateman (en) (1874) ;
- Helen Maud Holt (en) (1892) ;
- Lillian Gish (1936) ;
- Vivien Leigh (1937) ;
- Claire Bloom (1953).

En France, l'interprétation de Sarah Bernhardt (1886) est notable.

### En musique
Robert Schumann, dans Herzeleid (opus 107 no 1 ; 1852), met en musique le poème de Titus Ullrich (en), dédié à Ophélie et qui se termine par son nom chanté deux fois; Chostakovitch dans son Ophelia's Song (opus 127), Camille Saint-Saëns met en musique une ballade d'Ernest Legouvé (La mort d'Ophélie), Richard Strauss compose un lied: Drei Lieder der Ophelia, op. 67 sur un poème de William Shakespeare, plus récement Wolfgang Rihm compose Ophelia Sings (2012).
Le personnage d'Ophélie est également mis en valeur dans la Ballade sur la mort d'Ophélie (1848) d'Hector Berlioz et dans l'opéra Hamlet (1868) d'Ambroise Thomas où le rôle est tenu par un soprano et dans lequel on relève particulièrement la scène de la folie avec l'air « Partagez-vous mes fleurs » (acte IV).
Nolwenn Leroy sorti sa chanson Ophélia dans l'album Ô filles de l'eau en novembre 2012. Dans cet ouvrage évoquant de nombreux mythes du folklore maritime elle consacre son 3ème titre à l'histoire de la nymphe de Shakespeare.
Vanessa Paradis chante « Ophélie » en 1990. Dans cette chanson, elle souhaite être aimé comme Ophélie l’a été et elle envie sa mort en la comparant à une sorte de liberté et de communion avec la nature.

### Au cinéma
Dans le Hamlet réalisé en 1948 par Laurence Olivier, le rôle d'Ophélie est tenu par Jean Simmons.
Kirsten Dunst, dans l'affiche du film Melancholia, évoque Ophélie.
En 2018, le film Ophélie est centré sur le personnage. Daisy Ridley y incarne Ophélie.

### En astronomie
En astronomie, un satellite d'Uranus porte le nom d'Ophélie,, ainsi qu'un astéroïde de la ceinture principale : (171) Ophélie.